# 広島県道470号三次インター線
広島県道470号三次インター線（ひろしまけんどう470ごう みよしインターせん）は、広島県三次市を通る一般県道である。

## 概要
中国自動車道 三次ICから国道54号に至る。

### 路線データ
- 起点：広島県三次市西酒屋町（三次インター入口交差点、中国自動車道 三次IC、国道375号交点）
- 終点：広島県三次市西酒屋町（船所（ふねぞ）交差点、国道54号交点）
- 総延長：3.117 km[1]

## 歴史
- 1994年（平成6年）4月1日 - 路線認定。

## 地理

### 通過する自治体
- 広島県
  - 三次市

### 交差する道路
| 交差する道路               | 交差する場所 | 交差する場所                            |
| -------------------------- | ------------ | --------------------------------------- |
| E2A 中国自動車道 国道375号 | 西酒屋町     | 三次インター入口交差点 / 起点 22 三次IC |
| 国道54号 国道183号 重複    | 西酒屋町     | 船所（ふねぞ）交差点 / 終点             |

### 沿線
- 三次市立酒河小学校